# Sonnensystem
Singles de Tokio Hotel
Lass uns Laufen/World behind my Wall
(2010) Hurricanes and Suns
(2010)
Darkside of the Sun (Sonnensystem en allemand) est un single du groupe allemand Tokio Hotel. C'est le 15e single du groupe. 3e single extrait de l'album Humanoid, le clip est une performance live de la tournée Welcome to Humanoid City et lance la promotion du CD / DVD live Humanoid City Live sorti le 20 juillet 2010. Il s’agit également du premier single du premier album sorti au Japon en 2011, Darkside of the Sun. La date de sortie de ce single a été annoncée le 16 juin 2010 sur le site officiel de Tokio Hotel (sur le blog de Tom Kaulitz) et le clip a été dévoilé le 24 juin 2010.

## Liste des titres
Le single physique est sorti uniquement au Japon le 2 février 2011 et a servi à promouvoir l’album éponyme Darkside of the Sun.
1. Darkside Of The Sun
2. Automatic
3. World Behind My Wall
4. Scream
5. Ready, Set, Go!
6. Monsoon

## Clip
Le clip a été tourné lors du passage de la tournée Welcome to Humanoid City à Milan, en  Italie. Tourné en scène noir et blanc, le clip représente un paysage impressionnant, futuriste et urbain. Dans le clip, le chanteur se produit entre les structures hydrauliques, les ponts flottants, les boules de feu massives et les projecteurs éblouissants.

## Sortie
| Pays   | Date            |
| ------ | --------------- |
| Europe | 20 juillet 2010 |
| Japon  | 2 février 2011  |

## Charts
| Chart    | Meilleure position |
| -------- | ------------------ |
| Portugal | 22                 |
| Japon    | 39                 |